# Jan Luxenburg
Jan Andrzej Luxenburg (ur. 12 lutego 1905 w Warszawie, zm. 30 marca 1974 w Gdyni) – polski piłkarz, napastnik, również lekkoatleta.

## Życiorys
Był pierwszoligowym piłkarzem Warszawianki. W reprezentacji Polski wystąpił tylko raz, w rozegranym 10 czerwca 1928 spotkaniu ze Stanami Zjednoczonymi, które Polska zremisowała 3:3.
Pochowany na cmentarzu Witomińskim w Gdyni (kwatera 56-9-10_2).

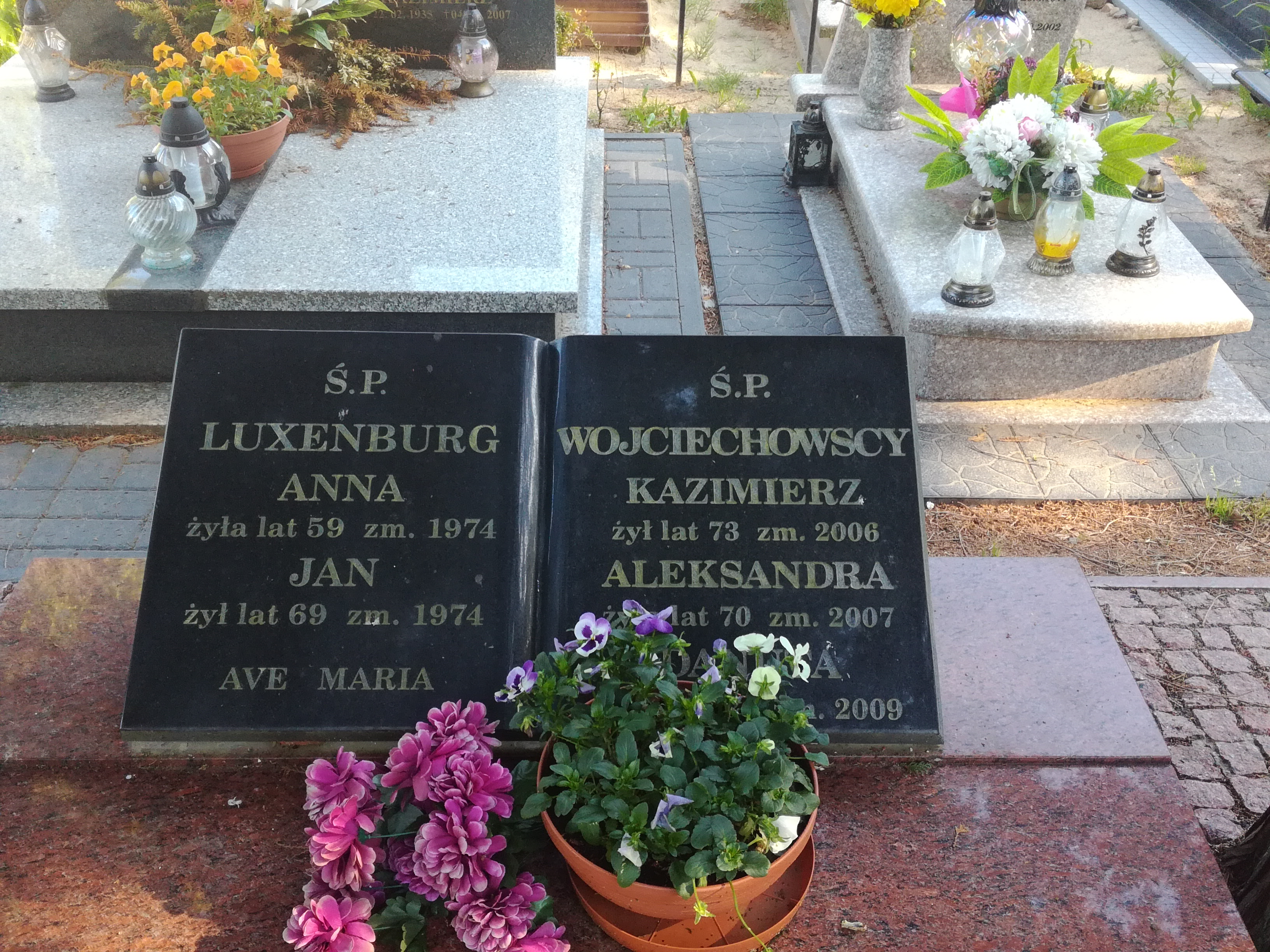
Grób Jana Luxenburga na cmentarzu Witomińskim